# Spoorlijn 273 (België)
Spoorlijn 273 is een industrielijn in de gemeente Lommel. Het is een aftakking van spoorlijn 19 in het station Balen-Werkplaatsen naar de terreinen van Sibelco in Lommel-Maatheide. Tot 1960 liep de lijn vanaf de kruising met Waaltjes over een meer oostelijk tracé om ten oosten van Lommel-Werkplaatsen richting het oosten aan te sluiten op spoorlijn 19. Tegenwoordig ligt de lijn iets westelijker en is er alleen een verbindingsboog richting Balen-Werkplaatsen.
De spoorlijn is 5 km lang, enkelsporig (passeermogelijkheid door dubbelspoor vlak voor de fabriek) en de maximumsnelheid bedraagt 40 km/u.
De laatste jaren reed er driemaal per week een trein tussen Sibelco en Pétange (Luxemburg). Deze vervoerde in bulkwagens zand voor de glasindustrie. In 2022 stopte dit transport voor onbepaalde tijd. Anno 2024 is het er nog geen vooruitzicht op herneming. In de tussentijd mag de lijn alleen sporadisch gebruikt worden, na controle en toelating door Infrabel.
In 2017 reden er passagierstreinen naar het festivalterrein van Daydream Festival. Deze treinen waren afkomstig uit Antwerpen en Hasselt. Ook in juli 2024 werd een deel van de lijn gebruikt voor de aan- en afvoer van festivalgangers, deze keer voor het festival Rampage Open Air.

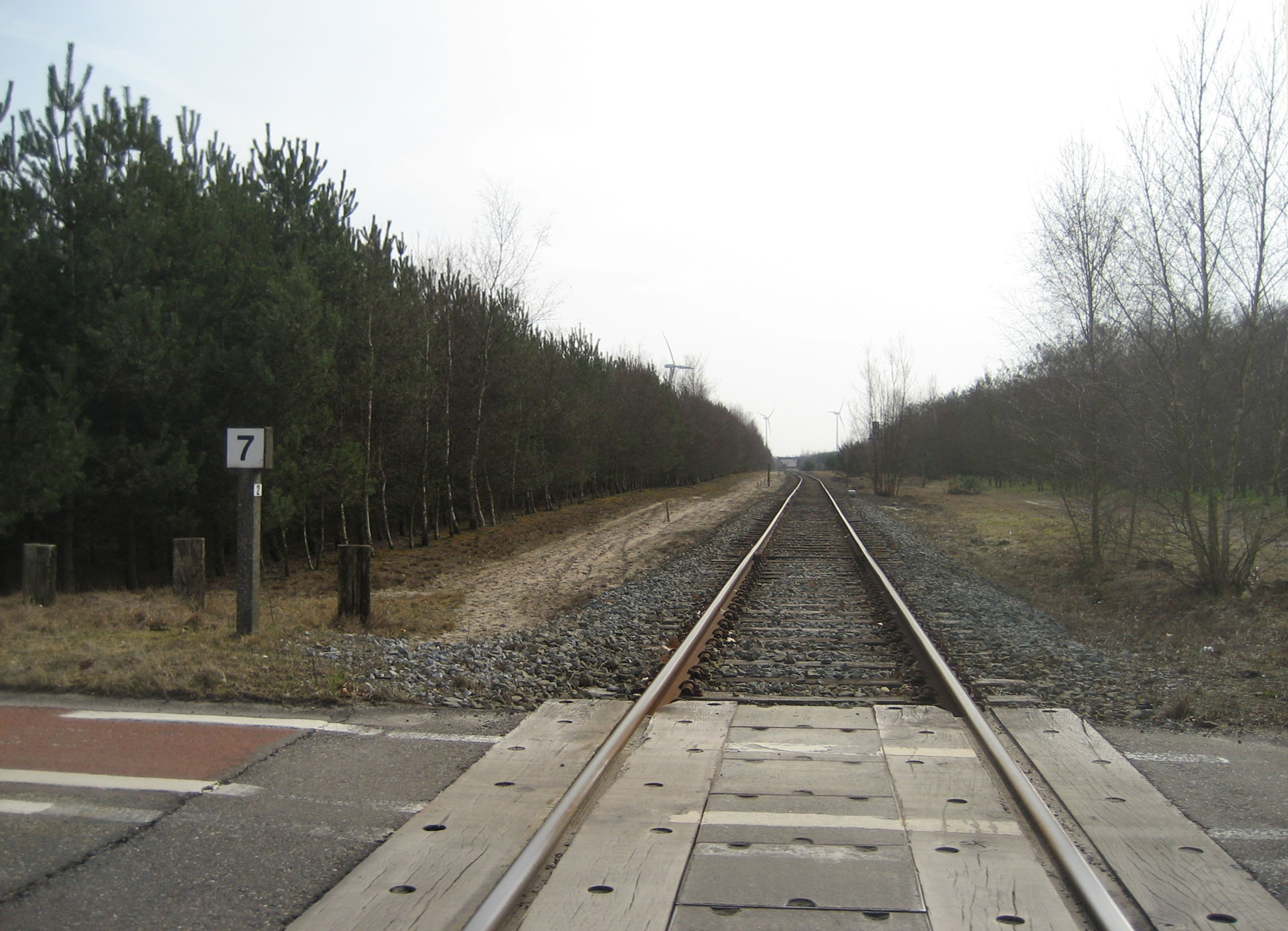
Lijn 273 bij de kruising met de N712.

## Aansluitingen
In de volgende plaats is er een aansluiting op de volgende spoorlijn:
Balen-Werkplaatsen
Spoorlijn 19 tussen Mol en Hamont